# 佐藤謙太郎
佐藤謙太郎（？—？），日本明治時代官員，1906年（明治9年）奉令接替岡本武輝擔任台中廳長，管轄今臺中市部分區域（除和平區、大甲區、大安區、外埔區、后里區以外）。湖心亭即在其任內完成，其外孫廖一久出生於日本東京，為中央研究院院士；廖了以曾任第十一、十二屆臺中縣縣長、中國國民黨秘書長等職。